# Данилевский, Михаил Леонтьевич
Михаил Леонтьевич Данилевский (род. 5 марта 1948, Москва) — советский и российский энтомолог, ведущий специалист по жукам-усачам в России и бывшем СССР. Описал более 70 новых для науки таксонов. Им было выполнено описание неизвестных ранее личинок для десятков видов жуков-усачей. Лауреат премии МОИП.

## Биография
Родился 5 марта 1948 года в Москве.
Жуками заинтересовался в школьные годы, серьёзно заниматься ими начал в 9-м классе школы в кружке Всесоюзного общества охраны природы под руководством П. П. Смолина.
С 1965 года работал с коллекцией Зоомузея МГУ Выпускник кафедры энтомологии биолого-почвенного факультета МГУ (1971) с дипломной работой по усачам (научный руководитель Б. М. Мамаев).
С 1971 года работал в Институте эволюционной морфологии и экологии животных АН СССР (впоследствии Институт проблем экологии и эволюции РАН), пройдя все ступени карьерного роста от стажёра-исследователя до старшего научного сотрудника лаборатории почвенной зоологии. В 1976 году защитил кандидатскую диссертацию.
Провёл многочисленные экспедиции в южных регионах СССР (от Крыма до Курильских островов), в том числе после распада страны, особенно много внимания уделяя Средней Азии, Казахстану, Закавказью и Приморью. Большие серии усачей рода Корнееды (Dorcadion), собраные учёным в Казахстане и Средней Азии, помогли внести ясность в систему видов, подвидов и морф этого рода.
В 1975 году первая монография Данилевского была признана лучшей научной работой среди молодых учёных АН СССР, а следующая удостоена премии МОИП. С 1990 года иллюстрировал публикации собственными фотографиями жуков.
Составил для Зоомузея МГУ полный каталог коллекции усачей, созданной Н. Н. Плавильщиковым, в дополнение к коллекции Плавильщикова сформировал справочную коллекцию усачей.

## Публикации
Автор более 75 научных работ (в том числе 6 монографий). Среди публикаций:
- Кандидатская диссертация: Морфо-экологические закономерности эволюции личинок жуков-дровосеков : Coleoptera, Cermbycidae : диссертация … кандидата биологических наук : 03.00.09. — Москва, 1976. — 210 с. : ил.
- Жуки-усачи (Coleoptera, Cerambycoidea) России и соседних стран [Текст] = Longicorn beetles (Coleoptera, Cerambycoidea) of Russia and adjacent countries = Bockkäfer (Coleoptera, Cerambycoidea) Russlands und angrenzender länder / М. Л. Данилевский. — Москва : ВШК, 2014-. Ч. 1. — 2014. — 517 с. : цв. ил.; ISBN 978-5-600-00730-7 : 2500 экз.
- Жуки-усачи (Coleoptera, Cerambycoidea) России и соседних стран [Текст] = Longicorn beetles (Coleoptera, Cerambycoidea) of Russia and adjacent countries = Bockkäfer (Coleoptera, Cerambycoidea) Russlands und angrenzender länder / М. Л. Данилевский. — Москва : ВШК, 2014-. Ч. 3. — 2023. — 873 с. : цв. ил., карты.; ISBN 978-5-6048964-8-8 : 500 экз.
- Определитель жуков-усачей (Coleoptera, Cerambycidae) России. Том 1. Европейская часть и Северный Кавказ Данилевский Михаил Леонтьевич; Главный редактор М. А. Лазарев. — М.: МАО, 2024. — 246 с.: ил. — ISBN 978-5-6048964-9-5, DOI 10.5281/zenodo.13691501, EDN UXMGNJ